# جريغور سميث
الدكتور جريغور سميث هو طبيب عام اسكتلندي (GP)، حيث كان لفترة مؤقتة ضابط الشؤون الطبية ل اسكوتلندا منذ 5 أبريل 2020، بعد استقالة الطبيبة كاثرين كالديروود. قبل تعيينه لضابط طبي، كان سميث نائب رئيس الضابط الطبي، حيث تم تعيينه من قبل الحكومة الاسكوتلندية عام 2005.

## الحياة مبكرا والتعليم
درس سميث الطب في جامعة جلاسكو وتخرج منها عام 1994.

## المهنة

### طبيب عام
عمل سميث كطبيب عام في لاركهال، بالإضافة إلى عمله كمدير للرعاية الأولية في NHS Lanarkshire. سميث هو أيضا دكتور فخري كلينيكي مشارك في جامعة جلاسكو وزميل في برنامج سلامة المريض الإسكوتلندي ومؤسسة سالزبورغ جلوبال.

### نائب ضابط الشؤون الطبية في اسكوتلندا
تم تعيين سميث كنائب ضابط الشؤون الطبية في اسكتلندا في عام 2015، بالتعاون مع كاثرين كالديروود حيث تم تعيينها كضابطة الشؤون الطبية.

### ضابط الشؤون الطبية المؤقت
بعد الاستقالة ل كالديروود في أبريل 2020، تم الطلب من سميث من قبل الحكومة الاسكوتلندية كرئيس طبي مؤقت، متولياً دوراً رئيسياً  في استجابة الحكومة الاسكوتلندية ل جائحة كوفيد-19 في اسكتلندا.
شارك سميث في أول موجز صحفي للحكومة الاسكتلندية في 6 أبريل 2020 في بيت سانت أندروز في أدينبيرغ ، إلى جانب وزيرة اسكتلندا الأولى نيكولا ستورجون وسكرتارية وزيرة الصحة والرياضة في مجلس الوزراء، جين فريمان .
1. ↑   https://assets.publishing.service.gov.uk/government/uploads/system/uploads/attachment_data/file/1044471/new-year-honour-list-2022.pdf. {{استشهاد ويب}}: |url= بحاجة لعنوان (مساعدة) والوسيط |title= غير موجود أو فارغ (من ويكي بيانات) (مساعدة)
2. ↑   https://www.gov.uk/government/publications/new-year-honours-list-2022-cabinet-office. {{استشهاد ويب}}: |url= بحاجة لعنوان (مساعدة) والوسيط |title= غير موجود أو فارغ (من ويكي بيانات) (مساعدة)